# Nordisk institut for kundskab om køn
Nordisk institut for kundskab om køn (NIKK), tidligere Nordisk institut for kvinde- og kønsforskning, blev grundlagt 1995 og er et tværnordisk kundskabscenter for kønsforskning og ligestilling i Norden. NIKK er placeret ved Universitetet i Oslo og er finansieret af Nordisk Ministerråd. NIKKs formål er at danne et brohoved mellem nordisk kønsforskning og ligestillingspolitik.
NIKKs virksomhed foregår i aktiv dialog med de nordiske ligestillingsministre (MR-JÄM) samt embedsmandskomiteen for ligestilling (ÄK-JÄM). NIKK bidrager til at gennemføre det nordiske samarbejdsprogram for ligestilling: "Med fokus på køn er målet et ligestillet samfund" (2006-2010).
NIKK initierer, koordinerer og udfører projekter som har til formål at belyse vigtige ligestillings- og kønspolitiske problemstillinger. Dette inkluderer forskningsprojekter, udredninger, oversigter og rapporter. 

## Projekter
- Køn og magt i Norden (2008-2009)
- Prostitution i Norden (2007-2008)
- Gendered Citizenship in Multicultural Europe: The Impact of Contemporary Women's Movements (FEMCIT) (2007-2011)
- Effekter af familiepolitiske ordninger for ligestilling mellem kønnene (2007)
- Flerdimensional diskrimineringspolitik i Norden (2007)
- Likestilling og livskvalitet 2007. Survey om menn, likestilling og livskvalitet (2007)
- Unge, køn og pornografi i Norden (2004-2006)

NIKK udgiver gratisavisen NIKK magasin tre gange om året. Magasinet sætter fokus på nye emner og problemstillinger indenfor kønsforskning og ligestillingspolitik i de nordiske lande.